# Joseph Hermans
Joseph Hermans war ein belgischer Bogenschütze.
Hermans startete erfolgreich bei den Olympischen Spielen 1920 in Antwerpen. Er gewann mit der Mannschaft zwei Goldmedaillen – allerdings nahmen nur die Belgier am Wettbewerb teil; im Einzelwettkampf erreichte er im Bewerb Festes Vogelziel, kleiner Vogel die Bronzemedaille; beim großen Vogel wurde er Fünfter.
Er sollte nicht mit dem bei denselben Olympischen Spielen für Belgien im Rudern erfolgreichen Jozef Hermans verwechselt werden.